# Emilio Carranza, Puebla
Emilio Carranza är en ort i Mexiko.   Den ligger i kommunen Zautla och delstaten Puebla, i den sydöstra delen av landet, 160 km öster om huvudstaden Mexico City. Emilio Carranza ligger 2 101 meter över havet och antalet invånare är 1 554.
Terrängen runt Emilio Carranza är huvudsakligen kuperad, men västerut är den bergig. Runt Emilio Carranza är det ganska tätbefolkat, med 65 invånare per kvadratkilometer. Närmaste större samhälle är Zaragoza, 12,1 km nordost om Emilio Carranza. I omgivningarna runt Emilio Carranza växer huvudsakligen savannskog.